# یانا چپلووا
 یانا چپلووا (انگلیسی: Jana Čepelová؛ زادهٔ ۲۹ مهٔ ۱۹۹۳) یک تنیس‌باز اهل اسلواکی است. 